# I Don't Feel Like Dancin'
I Don't Feel Like Dancin'  is een single van de Amerikaanse band Scissor Sisters. Het nummer is de eerste single van het nieuwe album Ta-Dah dat uitkwam op 15 september 2006. Op 4 september van dat jaar werd het nummer op single uitgebracht.
Het is samen geschreven met Elton John die ook piano speelt in het nummer.
In Nederland was "I Don't Feel Like Dancin'" in week 38 van 2006 Megahit op NPO 3FM en is de eerste single van Scissor Sisters die in Nederland zowel in de Nederlandse Top 40 als in de Mega Top 50 terechtkwam en de 2e positie bereikte.
In België behaalde de single een nummer-1 notering in zowel de Vlaamse Ultratop 50 als de Vlaamse Radio 2 Top 30.
De single heeft in het Verenigd Koninkrijk 27 weken in de UK Singles Chart gestaan.

## Tracks
CD 1705491
1. "I Don't Feel like Dancin'" (album version)
2. "Ambition"

Maxi-CD 1707529
1. "I Don't Feel like Dancin'" (album version)
2. "I Don't Feel like Dancin'" (Linus Loves Dub)
3. "I Don't Feel like Dancin'" (video)

10" Square Picture Disc 1705497
1. "I Don't Feel like Dancin'" (album version)
2. "I Don't Feel like Dancin'" (Linus Loves Vocal edit)

## Hitnoteringen

### Nederlandse Top 40
| I Don't Feel Like Dancin' in de Nederlandse Top 40 Binnen: 16 september 2006 | I Don't Feel Like Dancin' in de Nederlandse Top 40 Binnen: 16 september 2006 | I Don't Feel Like Dancin' in de Nederlandse Top 40 Binnen: 16 september 2006 | I Don't Feel Like Dancin' in de Nederlandse Top 40 Binnen: 16 september 2006 | I Don't Feel Like Dancin' in de Nederlandse Top 40 Binnen: 16 september 2006 | I Don't Feel Like Dancin' in de Nederlandse Top 40 Binnen: 16 september 2006 | I Don't Feel Like Dancin' in de Nederlandse Top 40 Binnen: 16 september 2006 | I Don't Feel Like Dancin' in de Nederlandse Top 40 Binnen: 16 september 2006 | I Don't Feel Like Dancin' in de Nederlandse Top 40 Binnen: 16 september 2006 | I Don't Feel Like Dancin' in de Nederlandse Top 40 Binnen: 16 september 2006 | I Don't Feel Like Dancin' in de Nederlandse Top 40 Binnen: 16 september 2006 | I Don't Feel Like Dancin' in de Nederlandse Top 40 Binnen: 16 september 2006 | I Don't Feel Like Dancin' in de Nederlandse Top 40 Binnen: 16 september 2006 | I Don't Feel Like Dancin' in de Nederlandse Top 40 Binnen: 16 september 2006 | I Don't Feel Like Dancin' in de Nederlandse Top 40 Binnen: 16 september 2006 | I Don't Feel Like Dancin' in de Nederlandse Top 40 Binnen: 16 september 2006 | I Don't Feel Like Dancin' in de Nederlandse Top 40 Binnen: 16 september 2006 | I Don't Feel Like Dancin' in de Nederlandse Top 40 Binnen: 16 september 2006 | I Don't Feel Like Dancin' in de Nederlandse Top 40 Binnen: 16 september 2006 | I Don't Feel Like Dancin' in de Nederlandse Top 40 Binnen: 16 september 2006 | I Don't Feel Like Dancin' in de Nederlandse Top 40 Binnen: 16 september 2006 | I Don't Feel Like Dancin' in de Nederlandse Top 40 Binnen: 16 september 2006 | I Don't Feel Like Dancin' in de Nederlandse Top 40 Binnen: 16 september 2006 | I Don't Feel Like Dancin' in de Nederlandse Top 40 Binnen: 16 september 2006 |
| Week                                                                         | 1                                                                            | 2                                                                            | 3                                                                            | 4                                                                            | 5                                                                            | 6                                                                            | 7                                                                            | 8                                                                            | 9                                                                            | 10                                                                           | 11                                                                           | 12                                                                           | 13                                                                           | 14                                                                           | 15                                                                           | 16                                                                           | 17                                                                           | 18                                                                           | 19                                                                           | 20                                                                           | 21                                                                           | 22                                                                           |                                                                              |
| ---------------------------------------------------------------------------- | ---------------------------------------------------------------------------- | ---------------------------------------------------------------------------- | ---------------------------------------------------------------------------- | ---------------------------------------------------------------------------- | ---------------------------------------------------------------------------- | ---------------------------------------------------------------------------- | ---------------------------------------------------------------------------- | ---------------------------------------------------------------------------- | ---------------------------------------------------------------------------- | ---------------------------------------------------------------------------- | ---------------------------------------------------------------------------- | ---------------------------------------------------------------------------- | ---------------------------------------------------------------------------- | ---------------------------------------------------------------------------- | ---------------------------------------------------------------------------- | ---------------------------------------------------------------------------- | ---------------------------------------------------------------------------- | ---------------------------------------------------------------------------- | ---------------------------------------------------------------------------- | ---------------------------------------------------------------------------- | ---------------------------------------------------------------------------- | ---------------------------------------------------------------------------- | ---------------------------------------------------------------------------- |
| Nummer                                                                       | 27                                                                           | 16                                                                           | 7                                                                            | 4                                                                            | 4                                                                            | 3                                                                            | 2                                                                            | 2                                                                            | 2                                                                            | 2                                                                            | 4                                                                            | 4                                                                            | 6                                                                            | 7                                                                            | 10                                                                           | 19                                                                           | 19                                                                           | 20                                                                           | 23                                                                           | 27                                                                           | 34                                                                           | 35                                                                           | uit                                                                          |

### Mega Top 50
3FM Megahit week 38 2006.
| I Don't Feel Like Dancin' in de Mega Top 50 Binnen: 3 september 2006 | I Don't Feel Like Dancin' in de Mega Top 50 Binnen: 3 september 2006 | I Don't Feel Like Dancin' in de Mega Top 50 Binnen: 3 september 2006 | I Don't Feel Like Dancin' in de Mega Top 50 Binnen: 3 september 2006 | I Don't Feel Like Dancin' in de Mega Top 50 Binnen: 3 september 2006 | I Don't Feel Like Dancin' in de Mega Top 50 Binnen: 3 september 2006 | I Don't Feel Like Dancin' in de Mega Top 50 Binnen: 3 september 2006 | I Don't Feel Like Dancin' in de Mega Top 50 Binnen: 3 september 2006 | I Don't Feel Like Dancin' in de Mega Top 50 Binnen: 3 september 2006 | I Don't Feel Like Dancin' in de Mega Top 50 Binnen: 3 september 2006 | I Don't Feel Like Dancin' in de Mega Top 50 Binnen: 3 september 2006 | I Don't Feel Like Dancin' in de Mega Top 50 Binnen: 3 september 2006 | I Don't Feel Like Dancin' in de Mega Top 50 Binnen: 3 september 2006 | I Don't Feel Like Dancin' in de Mega Top 50 Binnen: 3 september 2006 | I Don't Feel Like Dancin' in de Mega Top 50 Binnen: 3 september 2006 | I Don't Feel Like Dancin' in de Mega Top 50 Binnen: 3 september 2006 | I Don't Feel Like Dancin' in de Mega Top 50 Binnen: 3 september 2006 | I Don't Feel Like Dancin' in de Mega Top 50 Binnen: 3 september 2006 | I Don't Feel Like Dancin' in de Mega Top 50 Binnen: 3 september 2006 | I Don't Feel Like Dancin' in de Mega Top 50 Binnen: 3 september 2006 | I Don't Feel Like Dancin' in de Mega Top 50 Binnen: 3 september 2006 | I Don't Feel Like Dancin' in de Mega Top 50 Binnen: 3 september 2006 | I Don't Feel Like Dancin' in de Mega Top 50 Binnen: 3 september 2006 | I Don't Feel Like Dancin' in de Mega Top 50 Binnen: 3 september 2006 | I Don't Feel Like Dancin' in de Mega Top 50 Binnen: 3 september 2006 | I Don't Feel Like Dancin' in de Mega Top 50 Binnen: 3 september 2006 | I Don't Feel Like Dancin' in de Mega Top 50 Binnen: 3 september 2006 |
| Week                                                                 | 1                                                                    | 2                                                                    | 3                                                                    | 4                                                                    | 5                                                                    | 6                                                                    | 7                                                                    | 8                                                                    | 9                                                                    | 10                                                                   | 11                                                                   | 12                                                                   | 13                                                                   | 14                                                                   | 15                                                                   | 16                                                                   | 17                                                                   | 18                                                                   | 19                                                                   | 20                                                                   | 21                                                                   | 22                                                                   | 23                                                                   | 24                                                                   | 25                                                                   |                                                                      |
| -------------------------------------------------------------------- | -------------------------------------------------------------------- | -------------------------------------------------------------------- | -------------------------------------------------------------------- | -------------------------------------------------------------------- | -------------------------------------------------------------------- | -------------------------------------------------------------------- | -------------------------------------------------------------------- | -------------------------------------------------------------------- | -------------------------------------------------------------------- | -------------------------------------------------------------------- | -------------------------------------------------------------------- | -------------------------------------------------------------------- | -------------------------------------------------------------------- | -------------------------------------------------------------------- | -------------------------------------------------------------------- | -------------------------------------------------------------------- | -------------------------------------------------------------------- | -------------------------------------------------------------------- | -------------------------------------------------------------------- | -------------------------------------------------------------------- | -------------------------------------------------------------------- | -------------------------------------------------------------------- | -------------------------------------------------------------------- | -------------------------------------------------------------------- | -------------------------------------------------------------------- | -------------------------------------------------------------------- |
| Nummer                                                               | 50                                                                   | 28                                                                   | 12                                                                   | 4                                                                    | 2                                                                    | 2                                                                    | 3                                                                    | 3                                                                    | 2                                                                    | 3                                                                    | 3                                                                    | 3                                                                    | 3                                                                    | 3                                                                    | 3                                                                    | 3                                                                    | 4                                                                    | 5                                                                    | 14                                                                   | 18                                                                   | 21                                                                   | 24                                                                   | 28                                                                   | 35                                                                   | 42                                                                   | uit                                                                  |

### NPO Radio 2 Top 2000
I Don't Feel Like Dancin' stond alleen in 2007 in de NPO Radio 2 Top 2000, op plek 1409.